# Can Maubert
Can Maubert és una obra de Sant Julià de Ramis (Gironès) protegida com a Bé Cultural d'Interès Local.

## Descripció
Masia allargada de dos plantes i teulat a doble vessant situada en un bancal, és a dir, com a contrafort de terres, amb dues entrades, una secundària a sud a la que s'accedeix a la planta pis i la principal a nord, a través d'una porta dovellada. A sobre hi ha dues finestres de llinda plana amb motius goticitzants, floral, i a la dreta de la façana una finestra de tipus gòtic. Sembla que hi hagi hagut dues etapes constructives per la resta de pedres cantoneres que hi ha al mig de la façana principal. A l'esquerra de la façana hi ha un cobert més actual.
El ràfec és de tres filades.